# El Fahs
El Fahs (arabe : الفحص) est une ville située au nord de la Tunisie, à une soixantaine de kilomètres au sud-ouest de Tunis.
Rattachée au gouvernorat de Zaghouan, elle constitue une municipalité comptant 23 556 habitants en 2014 ; elle est le chef-lieu de la délégation du même nom.
Elle est située sur la rive de l'oued Miliane, le deuxième plus long cours d'eau pérenne du pays, dans une vallée entourée de plateaux et de massifs montagneux (notamment le djebel Zaghouan) réputée pour ses cultures : celles-ci étaient déjà représentées il y a plus de 2 000 ans sur les mosaïques montrant oliviers et céréales.

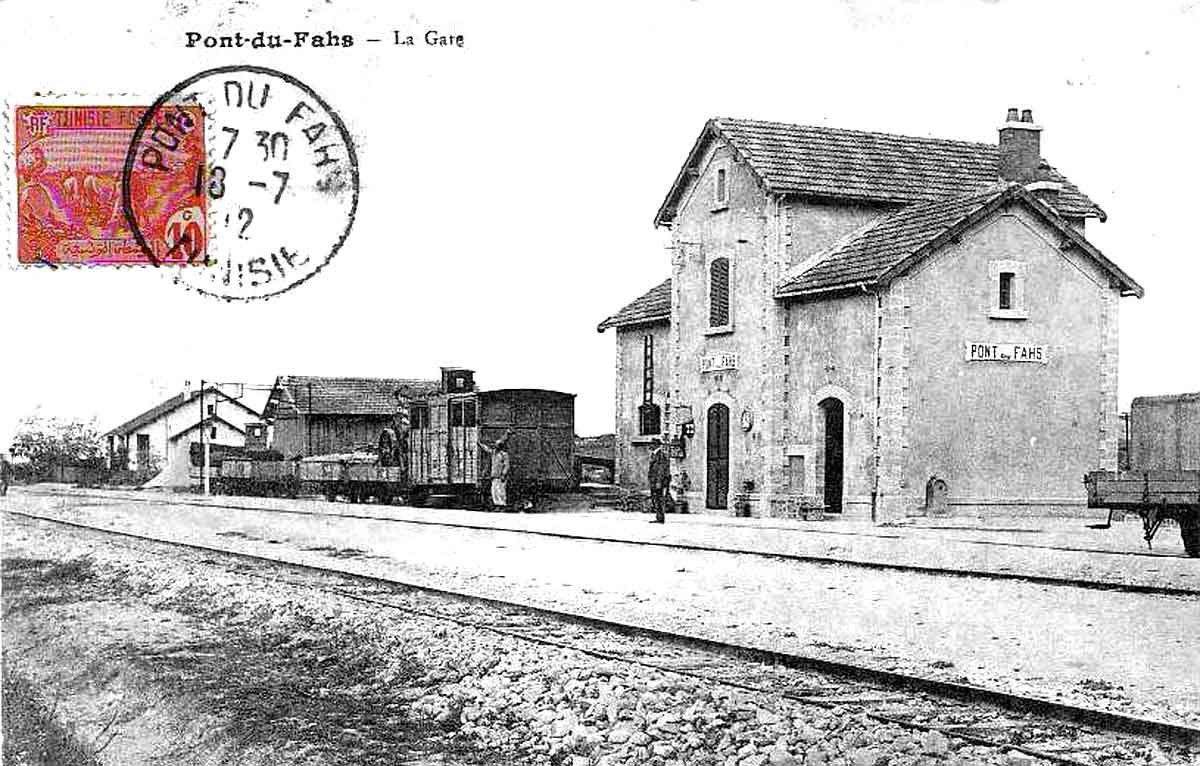
Vue de la gare, première construction de la ville (1897).

À deux kilomètres au sud se trouvent les vestiges de l'ancienne cité romaine de Thuburbo Majus dont l'histoire remonte à l'ère pré-punique. On y a retrouvé quelques importantes mosaïques, des statues, des thermes et des temples comme le Capitole.
C'est le pont construit sur l'oued Miliane, dans la plaine de Fahs er Riah, qui donne au hameau qui se construit autour de la gare le nom de Pont-du-Fahs en 1897, sous le protectorat français.
Pendant la Seconde Guerre mondiale, l'aéroport militaire du Pont-du-Fahs (en) est mis en place à six kilomètres au sud-ouest de la ville pour être utilisé par la Luftwaffe, en plus de l'aéroport Depienne (en) situé à douze kilomètres au nord. La ville elle-même est le théâtre en 1943 d'une bataille importante entre les Alliés et les troupes italo-allemandes pendant la campagne de Tunisie. Les parachutistes britanniques capturent ainsi l'aéroport du Pont-du-Fahs le 29 novembre, puis l'aéroport Depienne à proximité le 3 décembre.
El Fahs joue le rôle de carrefour routier, avec le croisement des routes RN3 (axe Tunis-Kairouan) et RN4 (vers Kalâat Khasba et l'Algérie), et d'étape sur la ligne de chemin de fer reliant Tunis à l'ouest du pays.
Dans son environnement agricole, El Fahs vit un développement continu des services et des institutions publiques, dans les secteurs de l'administration, de la santé et de l'industrie automobile notamment. Elle attire aussi les chercheurs spécialisés dans les produits de la région tels que le miel, la viande de veau, les fruits, les légumes et les herbes aromatiques.
En revanche, la ville manque d'espaces de loisirs malgré sa richesse naturelle et culturelle, avec notamment le festival estival de Thuburbo Majus.